# Suojarwi
Suojarwi (fiń. Suojärvi, ros. Суоярви) – miasto w północno-zachodniej Rosji, na terenie wchodzącej w skład tego państwa Republiki Karelii.

## Położenie
Miejscowość leży w południowej Karelii, nad jeziorem Suojarwi, w rejonie suojarwskim, którego jest centrum administracyjnym.

## Ludność
Suojarwi liczy 11 489 mieszkańców (1 stycznia 2005), co stanowi ponad połowę całej populacji tej jednostki podziału terytorialnego. Mieszkańcami są głównie Rosjanie osiadli w Suojarwi po wojnie, gdyż zamieszkująca historycznie w mieście ludność fińska została repatriowana do Finlandii po przejęciu miejscowości przez Związek Radziecki.

## Historia
Nazwa miasta pochodzi od nazwy jeziora, nad którym je założono. Karelskie słowo suo oznacza błoto, zaś järvi – jezioro.
Osada została założona nie później niż w XVI w., prawa miejskie od. 1940 r. Do 1940 r. miasto związane było z Finlandią, do roku 1918 wchodziło w skład Wielkiego Księstwa Finlandii (autonomicznej jednostki w obrębie Cesarstwa Rosyjskiego), zaś w latach 1918–1940 znajdowało się na ziemiach niepodległej Finlandii. W wyniku wojny zimowej przyłączone do ZSRR. W czasie II wojny światowej ponownie w obrębie Finlandii, odbite przez Armię Czerwoną w 1944, ostatecznie w granicach ZSRR po pokoju paryskim (1947).

### Przynależność państwowa
- 1589–1617 –  Carstwo Rosyjskie
- 1617–1721 –  Królestwo Szwecji
- 1721–1917 –  Imperium Rosyjskie
- 1917–1940 –  Republika Finlandii
- 1940–1941 –  ZSRR
- 1941–1944 –  Republika Finlandii
- 1944–1991 –  ZSRR
- od 1991 –  Federacja Rosyjska

## Gospodarka
Po rozpadzie Związku Radzieckiego gospodarka miasta, jak i całej Karelii znalazła się w kryzysie. W mieście znajduje się przemysł celulozowo-papierniczy, produkujący głównie karton i kartonowe opakowania, oraz spożywczy (przetwórstwo drobiu i ziemniaków). W miejscowości zlokalizowane są także inne drobne zakłady przemysłu spożywczego (np. piekarnie), zatrudniające zwykle niewielką liczbę osób i  produkujące na potrzeby lokalnego rynku.
Istotne znaczenie w gospodarce miasta odgrywają szeroko rozumiane usługi.
Znajduje tu się węzłowa stacja kolejowa Suojarwi I.